# فيرجيل هيل
فيرجيل هيل (بالإنجليزية: Virgil Hill)‏ مواليد 18 يناير 1964 في ميزوري، الولايات المتحدة، هو ملاكم أمريكي يصنف ضمن فئة وزن خفيف الثقيل. حقق بطولة رابطة الملاكمة العالمية وبطولة الاتحاد الدولي للملاكمة. شارك في دورة الألعاب الأولمبية الصيفية.

## إحصائيات
خاض خلال مسيرته 57 نزالا، فاز في 50 وخسر في 7. فاز بالضربة القاضية في 23 نزالا.

## وصلات خارجية
- فيرجيل هيل على موقع بوكس ريك (الإنجليزية) (registration required)
- فيرجيل هيل على موقع أوليمبيديا (الإنجليزية)

- الموقع الرسمي